# 今関あきよし
今関 あきよし（いまぜき あきよし 、本名：今関 明好（読み同じ）、1959年11月19日 - ）は、日本の映画監督、演出家。東京都出身。日本大学豊山高等学校卒業、日本大学経済学部中退。

## 来歴
学生時代の1975年頃から自主制作により8ミリ映画の製作を開始し、1979年に三留まゆみ主演の自主映画『ORANGING'79』がオフシアター・フィルムフェスティバル'79（のちのぴあフィルムフェスティバル）で大林宣彦の推薦により入選。1982年には文芸坐を中心とする自主映画プロジェクトマインド・ウェーブ・シネマに参加し、『フルーツ・バスケット』『MILK○MILK』を発表する。
1983年に富田靖子主演の劇場映画『アイコ十六歳』で商業映画デビュー。
1995年には持田真樹主演で加藤晴彦や浜崎あゆみも出演する映画『すももももも』、1997年には佐藤藍子主演の映画『タイム・リープ』を手掛け、1998年の人気アイドルモーニング娘。らが主演する映画『モーニング刑事。抱いてHOLD ON ME!』を皮切りにハロー!プロジェクト系のアイドルの主演する映画、テレビドラマを多数監督・演出するなど、少女アイドルをモチーフとした作品を数多く手掛ける。
2003年春には、旧ソビエト連邦にて1986年に発生したチェルノブイリ原子力発電所事故のその後に関心を抱いて事故現場を取材、事故が収束していない事実を知ると、私財より製作費を捻出し自ら脚本を執筆して映画『カリーナの林檎〜チェルノブイリの森〜』をベラルーシにて撮影する。
2004年4月と5月に児童買春・児童ポルノ処罰法違反容疑で逮捕され、同年8月に法定強姦と児童買春の罪で懲役2年4月（求刑・懲役3年6か月）の実刑判決を受けて函館少年刑務所で服役。刑期短縮により1年7か月で出所した。服役中は性犯罪者として蔑視を受け、約1か月は食事にもありつけないほどのいじめを受けたという。逮捕に伴い、2004年にベラルーシとリトアニアで予定されていた映画『カリーナの林檎〜チェルノブイリの森〜』の先行公開はとりやめとなった。
チェルノブイリ原子力発電所事故から25年の節目の年となる2011年秋、同年に発生した東日本大震災を踏まえて作品の再撮影、編集を行い、『カリーナの林檎〜チェルノブイリの森〜』を劇場公開。2002年公開の『十七歳』以来9年ぶりに映画監督として復帰する。
2015年2月にはウクライナのクレヴァニ村にある「愛のトンネル」にて撮影した映画『クレヴァニ、愛のトンネル』が劇場公開。2018年2月にはロシア・モスクワでのオールロケで撮影された映画『ライカ』が劇場公開された。2020年には台湾を舞台に撮影した『恋恋豆花』、ロサンゼルス日本映画祭のショート・フィルム部門で世界初上映され高い独創性から最優秀アート映画賞を受賞したノスタルジック・ファンタジー作品『Memories』が劇場公開された。

## 作品（監督）

### 映画

#### インディーズ作品
- ORANGING'79（1979年）
- 赤い毛玉のころがる坂道（1980年）
- 通り過ぎた風（1981年）
- ミッドナイト・ドライブイン・シアター（ポッキー・ホラーショー）（1982年）
- フルーツ・バスケット（1982年）
- MILK○MILK（1982年）
- APPLE'84（1984年）

#### 商業作品
- アイコ十六歳（1983年） - 監督・脚本
- 緑色の日記（1985年）
- お栄ちゃんの浮世絵日記 応為担担録（1986年）
- 不可思議物語 FANTASTIC COLLECTION 第1話「すいか」、第5話「TV」（1988年）
- グリーン・レクイエム（1988年）
- りぼん RE-BORN（1988年） - 監督・原案・編集
- 三番線の約束（1988年）
- 十六歳のマリンブルー（1990年）
- ツルモク独身寮（1991年） - 監督・脚本
- すももももも（1995年） - 監督・脚本・原案・撮影
- タイム・リープ（1997年）
- ルーズ・ソックス（1997年） - 監督・原作・脚本
- モーニング刑事。抱いてHOLD ON ME!（1998年）
- 十七歳（2002年）
- カリーナの林檎〜チェルノブイリの森〜[注 1]（2011年）- 監督・脚本
- クレヴァニ、愛のトンネル[注 2]（2015年） - 製作・企画・原案・脚本・監督
- ライカ（2018年）
- 恋恋豆花（2020年）[12]
- Memories（2021年）[13]
- ザ・オーディション（2022年6月25日公開） - 監督
- 釜石ラーメン物語（2022年釜石完成披露上映、2023年4月岩手県先行公開、7月8日全国公開） - 監督
- 青すぎる、青（2023年10月27日鹿児島先行公開、11月4日全国公開） - 監督
- 顔さんの仕事（2024年8月31日公開) - 企画・制作・監督
- しまねこ（2024年9月7日公開) - プロデューサー・原案・監督

### ショートムービー
- 筋肉少女帯『サボテンとバントライン』プロモーションビデオ - 監督（1990年）
- wake☆up!〜遊びゴコロ、持ってる?（2001年、日産・ウイングロード販促用ショートムービー）
- さくら、手のひら（2018年）
- えのしまピエロ（2018年）
- Dear Moon（2021年）

### オリジナルビデオ
- 彼女2 Kanojyo No jijyou（1990年）
- あなたの知らない世界I（1991年）
- いつだって今が始まり（1992年）
- コスチューム・グルメ Tバック花嫁（1993年）
- ヤンママROCK'N ROLL（1995年）

### テレビドラマ
- お栄ちゃんの浮世絵日記 応為坦坦録（1986年7月13日、TBS）
- ドラマ23 モト子せんせいの場合（1988年3月、TBS）
- 世にも奇妙な物語（フジテレビ）
  - 第1シリーズ 「プレゼント」（1990年6月7日）
  - 第2シリーズ 「あやしい鏡」（1991年11月14日）
- 素敵な恋をしてみたい（1992年1月、TBS）
- ドラマシティー（読売テレビ）
  - 北海道へいらっしゃい（1992年7月2日）
  - 移り気本気（1992年7月23日）
- 結婚 私が好きですか（ABC）
  - ハイミスの悲願!もう一度、あの抱擁を」（1993年5月4日）
  - あなたでなければ…（1993年6月）
- 妻たちの劇場 パパと呼べないの!（1993年11月 - 12月、フジテレビ）
- お姉さんの朝帰り（1994年1月 - 2月、ABC）
- 湯けむり女子大生騒動（1994年2月 - 3月、ABC）
- 幽霊女子高生（1994年9月、ABC）
- SALE!（1995年4月 - 6月、ABC）
- Vの炎（1995年10月 - 11月、フジテレビ）
- ハンサムマン（1996年1月 - 3月、テレビ朝日）
- 三毛猫ホームズの推理 女子大寮連続殺人!密室トリックの謎!（1996年9月23日） - 撮影
- マヌケ先生 A TELEVISION（1998年1月24日、中国放送） - 撮影監督
- 太陽娘と海（1998年4月 - 6月、テレビ東京）
- デジドラ・ワンシーン 第1週 レンタルビデオショップ編（1998年6月、テレビ東京）
- 風の娘たち（1998年、テレビ東京）
- ワイン娘恋物語（1998年10月 - 1999年2月、テレビ東京）
- 蒼い記憶 Innocent Blue 沖縄編（1998年11月 - 1999年2月、テレビ東京）
- こいまち（関西テレビ）
  - 第4話 広島・尾道 あの人の匂いが私を惑わす…ダブル恋愛（1999年2月2日）
  - 第8話 島根・松江 二人の男との愛…さよならはキスのあとで（1999年3月2日）
- プリズンホテル（1999年4月 - 6月、テレビ朝日）
- シネマカクテル 第3話「ABC・・・XYZ」（1999年6月 - 7月、関西テレビ）
- 青い経験（2000年4月 - 6月、テレビ東京）
- OLヴィジュアル系（2000年7月 - 9月、テレビ朝日）
- 美・少女日記（2000年10月 - 12月、テレビ東京）
- 青の衝撃 総集編 blue impact Special Edition（2001年4月 - 5月、テレビ東京）
- The Apartment（2002年1月 - 3月、BS-i）

## 作品（その他）
- MOMENT - 撮影、監督：手塚眞（1981年）
- 四月の魚 - メイキングフィルム担当（1986年）
- 香織の、ーーわたしものがたり - 原案及び脚本、監督:大林宣彦 (1988年)
- 映画の肖像 黒澤明 大林宣彦 映画的対話 - 撮影（1990年）
- 恋のサマーファンタジー in 宮崎シーガイア - 映像パート監督（1997年）
- Single8 - Bカメ・８ミリ協力（2023年）

## 作品（出演）

### テレビ
- ビデオの王様（1990年4月 - 9月、フジテレビ
- ビデオの女王様（1990年10月 - 1991年3月、フジテレビ）
- ビデオの女王様II（1991年4月 - 9月、フジテレビ）

## 受賞
- 第10回（1985年）おおさか映画祭 新人監督賞